# Paluxysaurus
Paluxysaurus ("ještěr od řeky Paluxy") byl rod sauropodního brachiosauridního dinosaura, popsaného v roce 2007 z Texasu v USA.

## Objev
Fosilie nejméně čtyř jedinců tohoto mohutného býložravého dinosaura byly objeveny v hromadném nálezu ze souvrství Twin Mountains (Hood County). Není jisté, zda se tento rod lišil od ve stejné době a oblasti žijícího rodu Pleurocoelus. Sauropodi těchto rodů jsou také nejpravděpodobnějšími tvůrci známých sérií stop u Glen Rose nedaleko řeky Paluxy.

## Popis
Tito dinosauři představovali mohutné býložravé čtvernožce s malou hlavou na dlouhém krku, masivním trupem na čtyřech sloupovitých končetinách a dlouhým ocasem. Dosahovali délky kolem 17 až 18,3 metru a hmotnosti asi 12 000 kg.